# 吴皓
吴皓，生于中国北京，美籍华裔生物物理学家、生物化学家，哈佛大学医学院生物化学与分子药理学系教授，美国国家科学院院士。

## 生平
1982年至1985年在北京大学接受医学预科教育，1985年至1988年在北京协和医学院接受医学教育。 1988-1992年，在美国普渡大学攻读博士学位，导师为著名晶体学家、病毒学家迈克尔·罗斯曼。 1992年获得生物化学博士学位后，进入哥伦比亚大学从事博士后研究工作，导师为著名晶体学家韦恩·亨德里克森(Wayne A. Hendrickson)。 1997年，她进入康奈尔大学威尔医学院担任助理教授，2003年晋升教授。 2012年，吴皓被聘为哈佛大学医学院生物化学与分子药理学教授，并担任波士顿儿童医院高级研究员。吴皓实验室的主要研究方向是细胞死亡和天然免疫相关蛋白的结构与功能，运用生物物理、生物化学以及细胞生物学手段阐释细胞死亡和天然免疫信号转导的分子机理。

## 荣誉
吴皓在求学和研究中获得过许多荣誉，读博士期间曾获选为“伽马、西格玛、德耳塔”会员；2003年，获得Margaret Dayhoff 纪念奖；2003年，获纽约市长科学技术成就奖；2012年，阿莎·斯普林格和帕特西亚·斯普林格教授；2013年，当选美国科学促进会会士；2013年，获选普渡大学杰出校友；2015年4月，当选美国国家科学院院士。